# 安镇街道
安镇街道，是中华人民共和国江苏省无锡市锡山区下辖的一个街道办事处。

## 沿革
安镇原名“堠村”，因南唐（960-975年）时期朝廷在此设堠（古代了望敌情的土堡）而得名。明洪武年间（1368-1398年），因无锡胶山安黄氏将安氏迁锡始祖安汝德安葬于此而更名为“安家坟前”。清乾隆年间（1736-1796年），因安氏人丁兴盛，实力雄厚，遂改称“安镇”，为锡东大镇。
2004年1月，查桥镇并入安镇镇。2009年3月设立安镇街道。

## 行政区划
安镇街道下辖以下地区：
吼山社区、鑫安社区、谈村社区、白丹山村、大厍头村、先锋村、查桥村、山河村、春光村、安南村、团结村、胶南村、胶西村、胶山村、安西村和安镇村。

## 名人
明朝出版家、收藏家、商人安国

明末东林党领袖安希范